# Комсомольск (Томская область)
Комсомольск — село (ранее посёлок, посёлок городского типа) в Первомайском районе Томской области, административный центр Комсомольского сельского поселения.

## География
Село расположено на реке Чулым, у станции Балагачево на железнодорожной линии Томск — Белый Яр (между станциями Сахалинка и Улу-Юл).

## История
Основан в 1953 году. С 1964 до 1992 гг. Комсомольск являлся рабочим посёлком (посёлком городского типа).

## Население
| 1989  | 2002  | 2010  | 2012  | 2013  | 2014  | 2015  |
| ----- | ----- | ----- | ----- | ----- | ----- | ----- |
| 3061  | ↘2856 | ↘2211 | ↘2137 | ↘2102 | ↘2048 | ↘1997 |
| 2021  |       |       |       |       |       |       |
| ↘1618 |       |       |       |       |       |       |

## Экономика
В селе действуют лесозаготовительные предприятия.

## Транспорт
Комсомольск являлся начальным пунктом узкоколейной железной дороги, эта крупная дорога длиной около 60 км соединяла село с деревней Францево и сохраняла долгие годы своё лесохозяйственное назначение. В центре села находится её локомотивное депо и станция. В 2015 году дорога была полностью разобрана собственником.